# Pino Suárez, La Grandeza
Pino Suárez är en ort i Mexiko.   Den ligger i kommunen La Grandeza och delstaten Chiapas, i den sydöstra delen av landet, 900 km sydost om huvudstaden Mexico City. Pino Suárez ligger 2 160 meter över havet och antalet invånare är 193.
Terrängen runt Pino Suárez är bergig norrut, men söderut är den kuperad. Runt Pino Suárez är det ganska tätbefolkat, med 96 invånare per kvadratkilometer. Närmaste större samhälle är Frontera Comalapa, 14,3 km nordost om Pino Suárez. I omgivningarna runt Pino Suárez växer huvudsakligen savannskog.